# Doggerbank-Zwischenfall

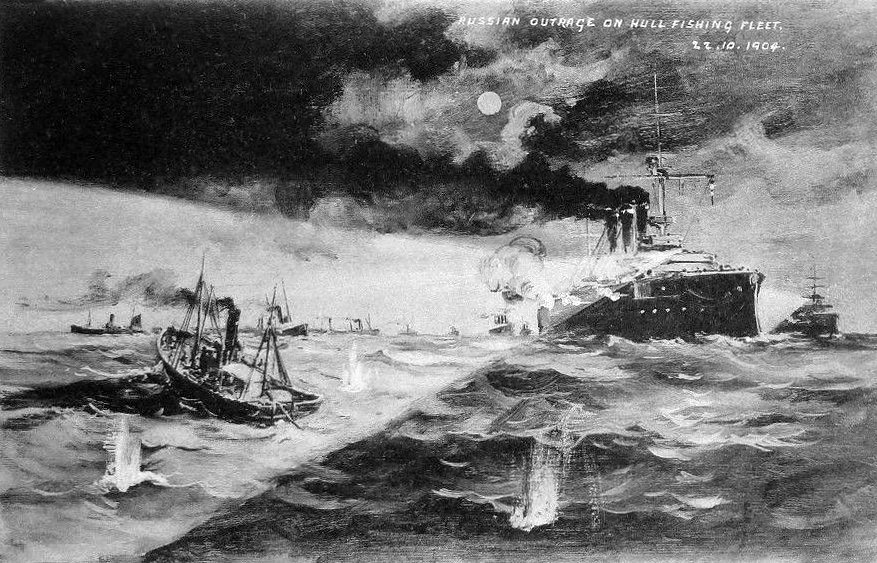
Zeitgenössische Darstellung des Vorfalls auf einer Postkarte

Der Doggerbank-Zwischenfall ist der auch als Zwischenfall von Hull (russisch Гулльский инцидент, englisch Dogger Bank incident oder Russian Outrage) bezeichnete Beschuss britischer Fischerboote vor der Doggerbank durch die russische Ostseeflotte in der Nacht vom 21. auf den 22. Oktober 1904. Die russischen Kriegsschiffe waren auf dem Weg in den Fernen Osten, wo sie in den Russisch-Japanischen Krieg eingreifen sollten.
Aufgrund ungewisser Meldungen über die Anwesenheit japanischer Torpedoboote und der allgemeinen Nervosität der russischen Seeleute wurden etwa 30 unbeteiligte Fischerboote von den Russen angegriffen – Tausende von Seemeilen von den feindlichen Gewässern entfernt. Der Zwischenfall weitete sich zu einem Konflikt aus, der Europa für einige Tage an den Rand eines britisch-russischen Krieges brachte.

## Vorgeschichte

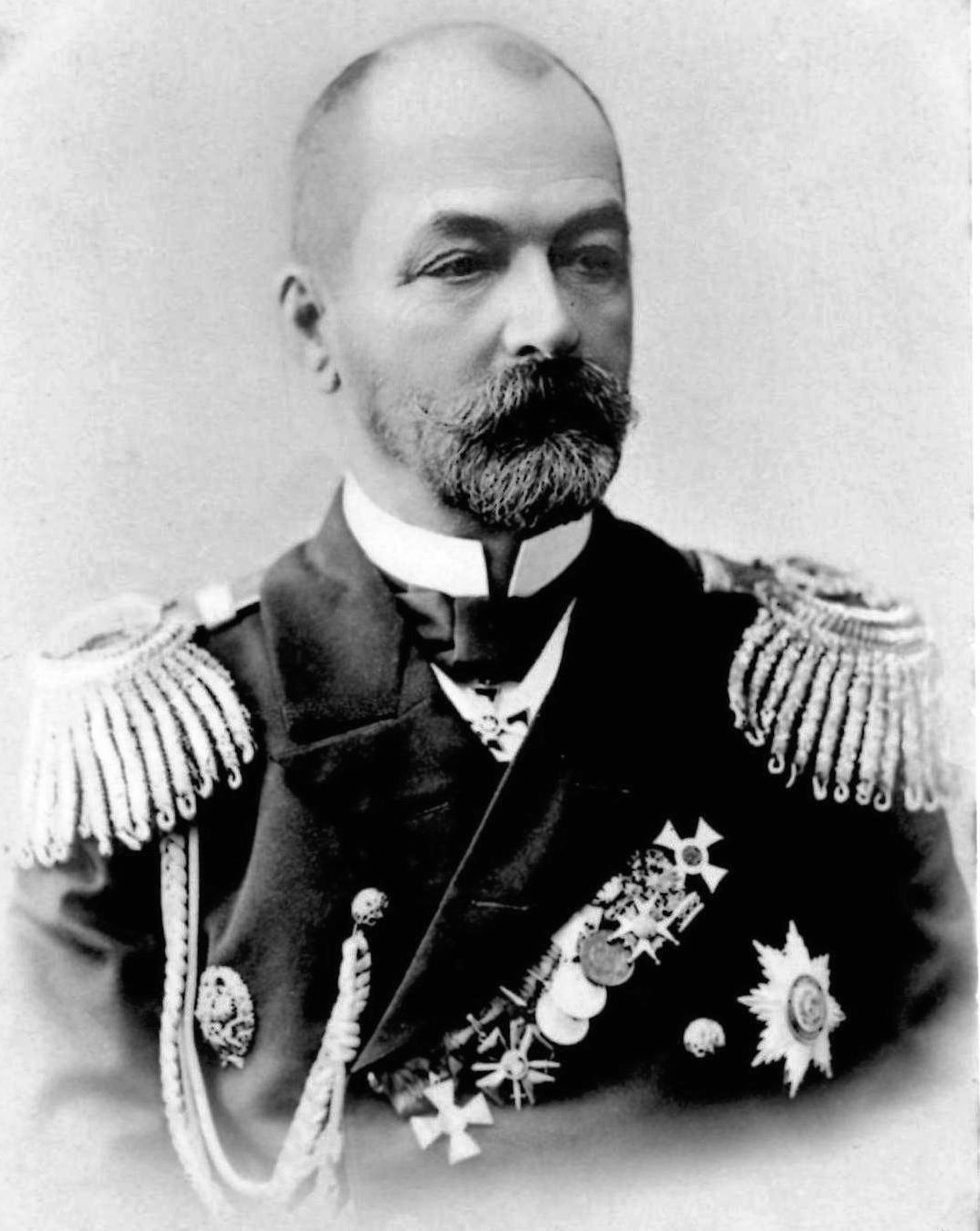
Admiral Sinowi Petrowitsch Roschestwenski

Der größte Teil der russischen Ostseeflotte war als Zweites Pazifisches Geschwader am 15. Oktober 1904 von Libau (im heutigen Lettland) aus in See gestochen. Die Flotte unter dem Kommando des Admirals Sinowi Petrowitsch Roschestwenski sollte in den Fernen Osten verlegt werden, um das in Port Arthur (heute Lüshunkou, China) von den Japanern eingeschlossene Erste Pazifische Geschwader zu entsetzen. Bereits am Abend des 16. Oktober wurden die Schiffe in Alarmbereitschaft versetzt, da scheinbar japanische Torpedoboote gesichtet worden waren. Angeblich waren diese erst kurz zuvor in Großbritannien gebaut worden.
Am 20. Oktober gingen die russischen Schiffe bei Skagen vor Anker, um Kohlen für die Weiterreise aufzunehmen. Dort traf man auf den Frachter Bakan (Бакан), dessen Kapitän Admiral Roschestwenski ebenfalls von vier in der Nordsee gesichteten Torpedobooten berichtete. Die Nachricht verbreitete sich sofort unter den Offizieren und Matrosen der russischen Schiffe und versetzte die wenig kampferprobten Mannschaften in Angst. Roschestwenski teilte das Geschwader zum Schutz in sechs Gruppen ein, die einzeln und im Abstand mehrerer Stunden ihren Liegeplatz verließen. Auf den Schiffen wurde Alarm gegeben und die Kampfbereitschaft hergestellt. Luken und Türen wurden verschlossen und die Decks der Schiffe von überflüssigen Holzaufbauten geräumt. Die Geschütze wurden geladen und sämtliche Signallichter gelöscht. Die Geschützführer hatten den Befehl, die Geschütze auf jedes Schiff zu richten, das nicht seine Flagge zeigen wollte. Für den Fall, dass ein Schiff vom Geschwader getrennt wurde, wurde die Landzunge von Dungeness als Sammelpunkt vereinbart.
Die Nacht auf den 21. Oktober und der folgende Tag verliefen ohne weitere Vorkommnisse. Am Abend hatte die Flotte das Gebiet der Doggerbank erreicht und befand sich auf gleicher Höhe mit der britischen Stadt Hull.

## Die Ereignisse

### Die Nacht vom 21. auf den 22. Oktober 1904

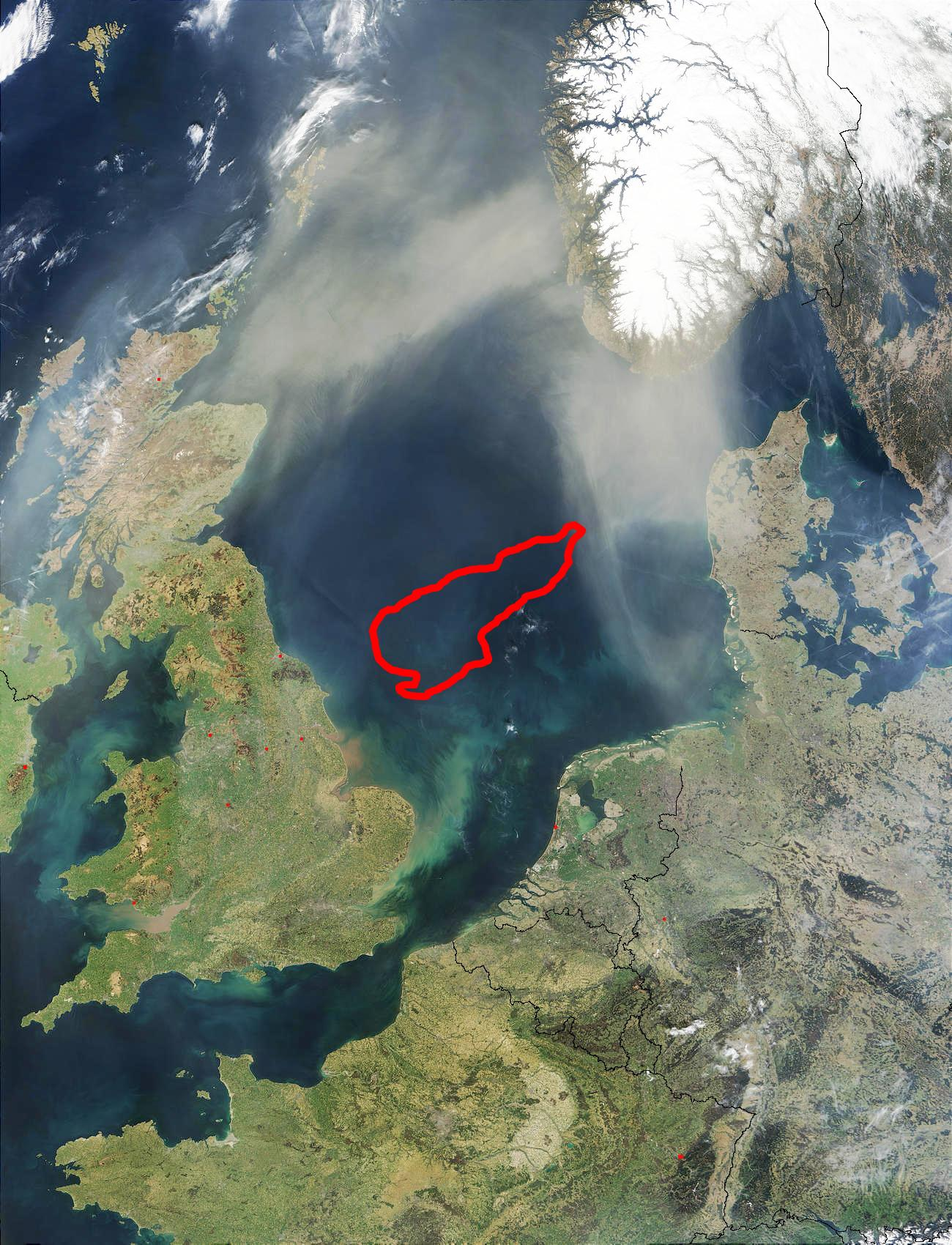
Lage der Doggerbank in der Nordsee

Zur vierten der ausgelaufenen Gruppen gehörte neben dem Panzerkreuzer Dmitri Donskoi (Дмитрий Донской), Flaggschiff des Admirals Oskar Adolfowitsch Enkwist, und dem Panzerdeckkreuzer Aurora (Аврора) das Trossschiff Kamtschatka (Камчатка). Das hatte jedoch aufgrund eines Maschinenschadens das Tempo von zehn Knoten nicht halten können und war weit zurückgefallen. Der Mond blieb in dieser Nacht fast vollständig hinter Wolken und Nebelschwaden, so dass die Sichtverhältnisse schlecht waren. Der Kapitän des Schiffes hielt das in der Dunkelheit passierende schwedische Schiff Aldebaran für ein japanisches Torpedoboot und funkte gegen 20:45 Uhr an das Flaggschiff Knjas Suworow (Князь Суворов), er würde angegriffen. Dem Geschwader wurde daraufhin gegen 21 Uhr signalisiert: „Torpedobootangriff von achtern zu erwarten.“ Zwischen dem Werkstattschiff und der Knjas Suworow entspann sich in der Zwischenzeit folgender Funkverkehr:
Kamtschatka: Werde von Torpedobooten verfolgt.
Knjas Suworow: Ihr werdet verfolgt? Wie viele Boote und aus welcher Richtung?
Kamtschatka: Der Angriff erfolgt von allen Seiten.
Knjas Suworow: Wie viele Boote? Teilt Einzelheiten mit.
Kamtschatka: Es sind etwa acht Torpedoboote.
Knjas Suworow: Sind sie nahe?
Kamtschatka: Sie sind auf eine Kabellänge und näher herangekommen.
Knjas Suworow: Wurden Torpedos abgeschossen?
Kamtschatka: Das war nicht festzustellen.
Knjas Suworow: Welchen Kurs steuert ihr jetzt?
Kamtschatka: Südost 70 Grad mit 12 Knoten. Erbitten Position des Geschwaders.
Knjas Suworow: Verfolgen euch Torpedoboote? Ihr müsst zunächst die Gefahrenzone verlassen, den Kurs ändern, dann eure Länge und Breite melden, worauf euch der Kurs angegeben wird.
Kamtschatka: Wir fürchten uns, Angaben zu machen.
Gegen 23 Uhr fragte das Flaggschiff abermals per Funk nach, ob Torpedoboote gesichtet wurden. Nach etwa 20 Minuten meldete das Trossschiff, dass nun keine Boote mehr zu sehen seien. Der Admiral und sein Stab begegneten den Funksprüchen mit Skepsis, war es doch unwahrscheinlich, dass die Japaner ein unwichtiges Werkstattschiff als erstes Angriffsziel ausgewählt hätten.
Zur selben Zeit passierte Admiral von Fölkersahms 2. Division, die einige Stunden vor Admiral Roschestwenskis 1. Division ihren Liegeplatz verlassen hatte, die Doggerbank. Von Fölkersahm erkannte die britischen Fischerboote und wechselte daraufhin seinen Kurs, um die Fischerflottille nördlich zu passieren. Er unterließ es jedoch, Admiral Roschestwenski über die gesichteten Fischerboote zu unterrichten.
Gegen 00:55 Uhr entdeckten die zur Wache eingeteilten Offiziere der 1. Division an Backbord die britischen Schiffe. Ein Fischerboot schoss kurz darauf eine grüne Rakete ab, mit der es den anderen Booten das Signal „Über Steuerbordhalsen legen“ signalisieren wollte. Die russischen Signalgasten deuteten das Signal jedoch falsch. Die russischen Linienschiffe richteten daraufhin ihre Scheinwerfer auf die Fischerboote, die auch als solche identifiziert wurden. Im Lichtkegel der Scheinwerfer tauchte aber für einen kurzen Augenblick ein weiteres Boot auf, das an den Schattenriss eines Torpedobootes erinnerte und in voller Fahrt auf die russischen Kriegsschiffe zuhielt. Auf dem Flaggschiff wurde Alarm gegeben. Der Admiral konnte das vermeintliche Torpedoboot jedoch nicht länger erkennen. Die Suchscheinwerfer streiften erneut die britischen Trawler. Ein Geschützführer auf der Knjas Suworow eröffnete dann ohne Befehl auf eigene Faust das Feuer auf die Fischerboote. Dies wurde von einigen Offizieren auf den anderen Schiffen als Erlaubnis zum Feuern auf die gesichteten Boote verstanden. Daraufhin eröffnete die gesamte erste Division das Feuer auf die britischen Fischer. Ein Trawler wurde sofort manövrierunfähig geschossen und trieb auf das Schlachtschiff Imperator Alexander III. (Император Александр III.) zu. Admiral Roschestwenski befahl umgehend das Feuer einzustellen.

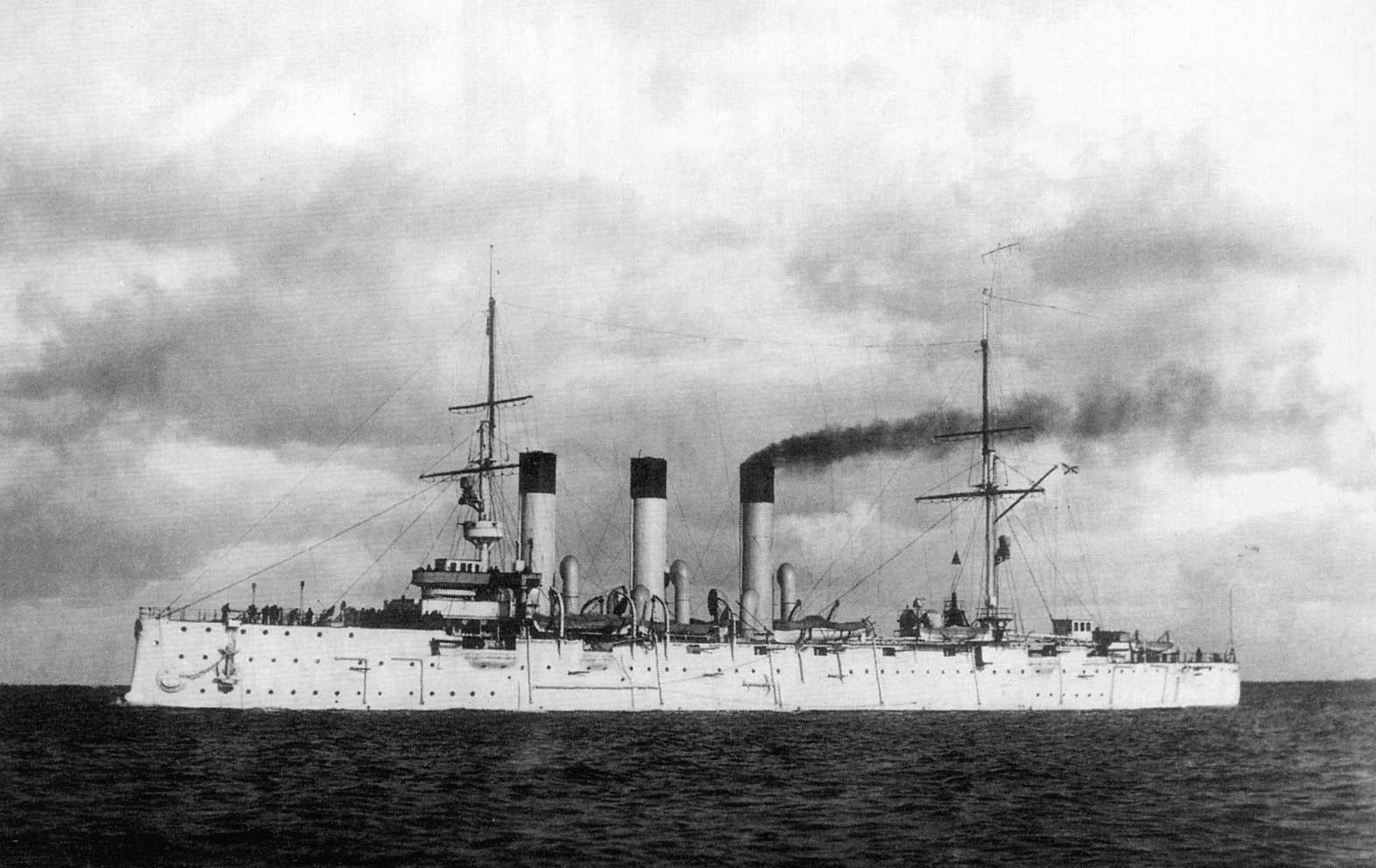
Die Aurora wurde während des Vorfalls von russischen Schiffen beschossen

Nur einen kurzen Augenblick später wurde backbord erneut ein vermeintliches Torpedoboot gesichtet. Der Admiral gab nun Befehl, auf jedes verdächtige Schiff in dieser Richtung zu feuern. Als sich die beiden Kreuzer Dimitri Donskoi und Aurora aus dieser Richtung näherten und das Flaggschiff mit ihren Suchscheinwerfern erfassten, wurden auch diese Schiffe für japanische Kriegsschiffe gehalten und sofort beschossen. Die Aurora wurde von mehreren Geschossen getroffen und leicht beschädigt. Der Schiffspriester des Kreuzers verlor durch eine detonierende Granate einen Arm und verstarb einige Tage später. Ein als Geschützführer tätiger Offizier wurde leicht verletzt.
Nach einigen Minuten wurde der Irrtum erkannt und die Offiziere entfernten, teils unter Androhung von Gewalt, die völlig überreizten Geschützführer von ihren Waffen. Die Uhren zeigten 01:05 Uhr. Der Beschuss hatte nicht länger als 10 Minuten gedauert. In dieser Zeit hatten die russischen Schiffe insgesamt siebzehn 152-mm-Geschosse und etwa 500 Schuss der leichten Geschütze abgefeuert. Daneben wurden etwa 1800 Schuss aus den Maschinengewehren verschossen.
In diesem Augenblick meldete die Kamtschatka, die sich immer noch hinter der ersten Division befand, dass erneut zwei Boote ohne die vorgeschriebenen Positionslichter gesichtet wurden. Beim Beschuss wurde der britische Trawler Crane versenkt. Zwei britische Seeleute, der Kapitän der Crane – George Henry Smith – und das Crew-Mitglied William Richard Legget, wurden von Granatsplittern getötet. Als auf den anderen Booten der bevorstehende Untergang der Crane bemerkt wurde, bestiegen einige Fischer des Trawlers Gull ein Rettungsboot, um die Verletzten zu retten. Der Maat Charles Beer, der leitende Ingenieur Harry Smirk und der Bootsmann Edwin Costello retteten die Verwundeten und bargen William Leggets Leiche. Beer, Smirk und Costello sowie die überlebenden Besatzungsmitglieder der Crane wurden später mit der Albert Medal für die Lebensrettung auf See ausgezeichnet. Auf den restlichen fünf beschädigten Booten, darunter den Trawlern Moulmein und Mino, wurden insgesamt sechs Fischer verwundet, einer davon so schwer, dass er im Mai 1905 an den Folgen verstarb.
Gegen 01:30 Uhr hatte die Kamtschatka zum Flaggschiff aufgeschlossen. Die vermeintlichen Torpedoboote wurden vorerst nicht gesichtet. Der Admiral war jedoch sicher, dass sich mindestens ein feindliches Torpedoboot in der Nähe aufhalten müsse. Er ordnete daher die sofortige Weiterfahrt an, ohne sich um die britischen Fischerboote zu kümmern oder eventuelle Schiffbrüchige zu retten. In seinem Bericht an den Zaren schrieb der Admiral später:

„Da das Verhalten der Fischtrawler verdächtig erschien und da ich nicht sicher war, dass alle am Angriff beteiligten Torpedoboote ausgeschaltet worden waren, überließ ich die Verletzten der Versorgung durch ihre Kameraden.“

### Offizielle Russische Stellungnahme
Der Admiralsstab der Marine veröffentlichte Ende Oktober zwei Telegramme des Kommandanten der zweiten Abteilung des Pazifik-Geschwaders:

„Der Zwischenfall in der Nordsee wurde hervorgerufen durch zwei Torpedoboote, welche ohne Lichter unter dem Schutze der Dunkelheit einen Angriff auf das an der Tête des Geschwaders fahrende Schiff machen wollten. Als die Eskadre ihre Scheinwerfer leuchten ließ und das Feuer eröffnete, wurde die Anwesenheit auch einiger kleiner Dampfer bemerkt, die Fischerdampfbooten ähnlich waren. Die Eskadre versuchte, diese Boote zu schonen, und stellte sofort das Feuer ein, als die Torpedoboote aus dem Gesichtskreise verschwanden. Die englische Presse ist empört darüber, daß ein Torpedoboot, welches angeblich von der Eskadre bis zum Morgen am Orte des Vorganges zurückgelassen worden war, den Verunglückten keine Hilfe brachte. Bei der Eskadre befand sich kein Torpedoboot, und am Orte des Vorganges wurde niemand zurückgelassen. […] Die Eskadre leistete den Fischerdampfern keine Hilfe, weil sie sie wegen ihres hartnäckigen Bestrebens, die Linie unserer Schiffe zu durchbrechen, für verdächtig hielt und einige davon überhaupt keine Lichter, andere solche nur sehr spät zeigten.“

„Das Geschwader ließ es den vielen Hunderten von Fischern gegenüber, welchen es begegnete, an der nötigen Aufmerksamkeit nicht fehlen, mit Ausnahme dieses einen Falles, wo die Fischer sich in Gesellschaft von fremden Torpedobooten befanden, von welchen eines verschwand, während das andere, nach den Aussagen der Fischer selbst, bis zum Morgen in ihrer Mitte blieb. Sie hielten dasselbe für ein russisches und waren darüber unwillig, daß es den Verunglückten keine Hilfe leistete. Dieses Fahrzeug war aber ein fremdes und blieb bis zum Morgen auf der Suche nach seinem Kameraden oder zu dem Zwecke, die erhaltenen Beschädigungen auszubessern. Wenn sich auch am Orte des Vorganges Fischer befanden, die durch Unvorsichtigkeit in das Unternehmen verwickelt wurden, so bitte ich namens des ganzen Geschwaders, den unglücklichen Opfern der Umstände, unter welchen kein Kriegsschiff selbst im tiefsten Frieden anders handeln konnte, das aufrichtigste Bedauern auszudrücken.“

### Die Untersuchung des Vorfalls

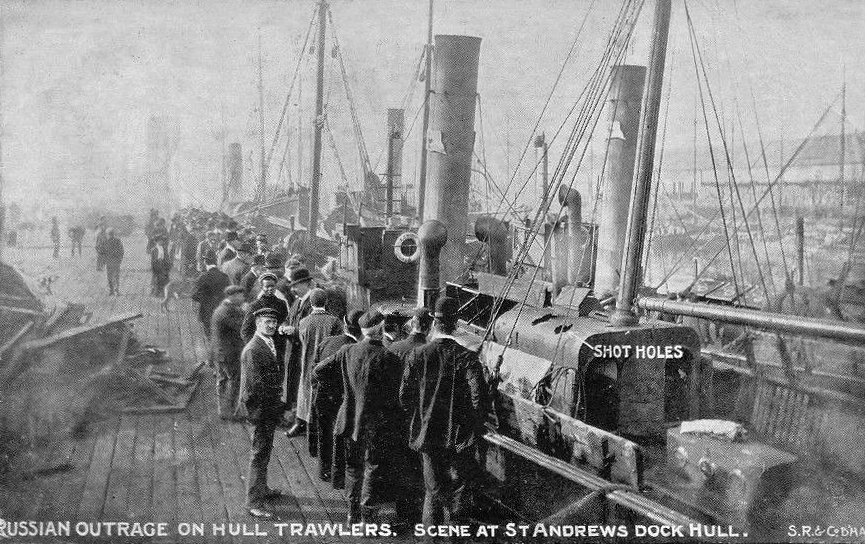
Beschädigte Trawler nach der Rückkehr ins St. Andrews Dock, Hull

Der Zwischenfall führte zu einem schweren diplomatischen Konflikt zwischen Russland und Großbritannien. Das Verhältnis beider Staaten war bereits seit Beginn des Krieges vorbelastet, da Großbritannien seit 1902 formal ein Verbündeter Japans war. Der britische König Eduard VII. zeigte sich entrüstet über das Vorgehen Roschestwenskis. Der russische Botschafter in London, Graf Benckendorff, wurde bei seiner Rückkehr von einer Reise aufs Festland von einer wütenden und johlenden Menge am Bahnhof London-Victoria empfangen und musste von der Polizei vor dem Mob beschützt werden. Die russische Flotte wurde in der Weltpresse als Piraten und Barbaren bezeichnet. Vor allem die britische Boulevardpresse sparte nicht mit Häme und Spott. Admiral Roschestwenski erhielt von den britischen Journalisten den wenig schmeichelhaften Spitznamen Mad Dog – tollwütiger Hund. Der Evening Standard forderte Zar Nikolaus II. auf, die Flotte unverzüglich zurückzurufen. Die russische Regierung wollte zwar um jeden Preis einen weiteren Krieg vermeiden, empfand die britischen Forderungen jedoch als dreist und unangemessen. Der Zar wies seine Minister an, den Streit auf dem diplomatischen Wege zu regeln. Gleichzeitig sprach er Admiral Roschestwenski in einem Telegramm vom 29. Oktober weiterhin sein Vertrauen aus.
Die britische Öffentlichkeit forderte ein Eingreifen der Home Fleet und erwartete weiterhin, dass der russische Admiral vor Gericht gestellt würde. Besonders stark wurde Roschestwenski dafür kritisiert, dass er die Fischer ihrem Schicksal überließ und keine Rettungsboote aussandte. Die überlebenden Fischer gaben dann auch zu Protokoll, dass sich ein Torpedoboot bis zum Tagesanbruch in der Nähe der Fischerboote aufgehalten hatte, ohne ihnen Hilfe zu leisten. Da Dänemark und die Niederlande umgehend erklärten, keine Boote auf See zu haben, zweifelte kein Berichterstatter daran, dass es sich um ein russisches Boot gehandelt haben müsse. Die Russen erklärten hingegen später, dass das gesichtete Boot zweifellos ein beschädigtes japanisches Torpedoboot gewesen sein müsse. Diese Erklärung wurde vom britischen Premierminister Arthur Balfour in einer Rede vom 28. Oktober als „reines Fantasiegebilde“ („pure fancy“) scharf zurückgewiesen, nicht zuletzt weil die Basis eines solchen Bootes in der Nordsee nicht unentdeckt bleiben würde. Es konnte nie abschließend geklärt werden, unter welcher Flagge das fragliche Schiff fuhr.
Die britische Marine verfolgte derweil die russische Flotte und schloss sie in Vigo (Spanien) ein. Admiral Roschestwenski erfuhr erst vom russischen Generalkonsul von den politischen Folgen des Zwischenfalls. Den Russen wurde derweil vom dortigen Hafenkommandanten die Bekohlung und der Landgang untersagt. Die britische Flotte überwachte das russische Geschwader auf Schritt und Tritt. Roschestwenskis Flotte konnte nunmehr auch in neutralen Häfen nur unter großen Schwierigkeiten ankern und die Kohle laden.
Russland musste eine Untersuchung des Vorfalls zulassen, bevor die Schiffe weiterfahren durften. Roschestwenski entsandte von Vigo aus Kapitän Nikolai Klado und zwei weitere Zeugen des Vorfalls nach St. Petersburg, bevor die Flotte am 1. November nach Tanger auslaufen konnte. Die britische Marine verfolgte das Geschwader jedoch weiterhin.
Auf Vorschlag Frankreichs einigten sich das Vereinigte Königreich und Russland auf die Einsetzung einer internationalen Untersuchungskommission auf Grundlage der Haager Abkommen. Die am 25. November 1904 in St. Petersburg unterzeichnete Erklärung regelte die Zusammensetzung und Arbeitsweise der Kommission, die ihren Sitz in Paris hatte. Sie bestand aus den Admirälen Charles Henry Davis II (USA), Ernest François Fournier (Frankreich), Hermann von Spaun (Österreich-Ungarn), Lewis Beaumont (Vereinigtes Königreich) und Fedor Dubassow (Russland). Die Kommission wurde mit der Aufgabe betraut, die Fakten des Vorfalls festzustellen und die Verantwortlichkeit zu klären.
In ihrem Abschlussbericht vom 26. Februar 1905 kam die Kommission mehrheitlich zu dem Schluss, dass Admiral Roschestwenski für den Beschuss der britischen Fischerboote verantwortlich war, da keine feindlichen Torpedoboote nachgewiesen werden konnten. Während die Sicherheitsvorkehrungen angesichts der Bedrohungslage als verständlich eingestuft wurden, hielt die Mehrheit der Kommissare den Beschuss für nicht gerechtfertigt. Der russische Kommissar Fedor Dubassow widersprach dieser Einschätzung. Er vertrat die Überzeugung, dass sich tatsächlich verdächtige Schiffe mit feindlicher Absicht näherten und dadurch den Beschuss provozierten. Seiner Ansicht nach mussten Roschestwenski und seine Offiziere von einer realen Bedrohung ausgehen, sodass das Handeln der russischen Flotte als gerechtfertigte Verteidigungsmaßnahme anzusehen sei.
Die Kommission stellte zudem fest, dass unklar blieb, auf welche Ziele die russischen Schiffe tatsächlich feuerten. Aufgrund der Dunkelheit, optischer Täuschungen und der allgemeinen Verwirrung während des Vorfalls ist es möglich, dass die Schüsse nicht gezielt auf die britischen Fischerboote abgegeben wurden, sondern auf vermeintlich feindliche Schiffe, die fälschlicherweise als Bedrohung wahrgenommen wurden.
Die Kommission betonte jedoch, dass diese Einschätzungen keine Zweifel an den militärischen Fähigkeiten oder der Menschlichkeit des Admirals und seiner Besatzung aufwerfen sollten.
Noch bevor die russische Flotte in der Seeschlacht bei Tsushima nahezu vollständig vernichtet wurde, bezahlte die russische Regierung am 9. März 1905 insgesamt 65.000 £ zur Entschädigung der Fischer, vor allem um einen drohenden Kriegseintritt Großbritanniens zu verhindern. Großbritannien nahm der russischen Regierung gleichwohl das Versprechen ab, dass die Russen auf dem Weg in den Fernen Osten den britisch-japanischen Konterbandehandel nicht behinderten. Für die russische Flotte jedoch ergaben sich durch die britische Einflussnahme auf der Weiterreise auch weiterhin erhebliche Probleme bei der Bekohlung ihrer Schiffe und beim Ankern in neutralen Häfen.
Der Ruf Admiral Roschestwenskis war durch den Zwischenfall bereits vor der vernichtenden Niederlage in der Seeschlacht bei Tsushima weitgehend ruiniert.

### Der Einfluss des Doggerbank-Zwischenfalles auf die europäische Politik

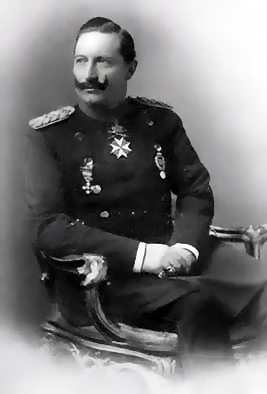
Kaiser Wilhelm II. suchte im Zuge des Doggerbank-Zwischenfalls die Annäherung an Russland.

Die britische Öffentlichkeit hatte einen unverzüglichen Kriegseintritt auf Seiten der Japaner erwartet. Das aber lag nicht im Sinne der britischen Regierung: Die Gefahr, in einen Krieg weltweiten Ausmaßes zu geraten, war zu hoch. So hätte eine Kriegserklärung an Russland mit relativ hoher Wahrscheinlichkeit einen Kriegseintritt Frankreichs gegen Großbritannien nach sich gezogen. Die zwischen Großbritannien und Frankreich bestehende Entente Cordiale beinhaltete kein militärisches Abkommen, sondern hatte lediglich der Verringerung der gegenseitigen Kriegsgefahr gedient. Die Französisch-Russische Allianz bezog sich zwar ausdrücklich gegen das Deutsche Reich, wäre aber bei einem Stillhalten Frankreichs gegenüber Großbritannien zerbrochen. Als Folge davon hätte Russland höchstwahrscheinlich ein Bündnis mit Deutschland geschlossen. Kaiser Wilhelm II. umwarb Russland bereits heftig. Am 27. Oktober sandte er dem Zaren ein Telegramm und nur wenige Tage danach reiste Wilhelm II. nach Russland und regte in St. Petersburg die Schaffung eines so genannten Kontinentalblocks gegen das britisch-japanische Bündnis an. Für alle Fälle ließ die Führung des deutschen Ostasiengeschwaders die Befestigungswerke des ostchinesischen Marinestützpunkts Tsingtao ausbauen. Das japanische Außenministerium ließ offen verlauten, dass japanische Kriegsschiffe nicht zögern würden, deutsche Transportschiffe zu versenken, wenn diese im „Kriegsgebiet“ (über dessen Ausdehnung es keine einheitliche Definition gab) die Russen mit Kohle beliefern sollten. Der Kaiser ließ derweil anfragen, ob die Russen ihre Linienschiffe künftig auf deutschen Werften bauen lassen wollten. Die Vorverhandlungen zwischen beiden Staaten führten bereits im November des Jahres zum Austausch von Vertragsentwürfen.
Mit einem Bündnis zwischen Deutschland und Russland wäre jedoch für Frankreich nicht nur die Rückgewinnung Elsaß-Lothringens utopisch geworden, sondern darüber hinaus die französische Sicherheit gefährdet gewesen. Bei einem Krieg der Blöcke Russland-Frankreich gegen Großbritannien-Japan aber hätte Deutschland außen vor gestanden oder wäre auf der Seite des ersteren in den Krieg eingetreten. Im ersteren Fall wäre das Deutsche Reich der lachende Dritte gewesen, der zweite war gleichbedeutend mit einem deutsch-russischen Abkommen. Zudem konnte Frankreich keinen Krieg gegen Großbritannien riskieren, weil Russland in Ostasien kämpfte und mit dem Abzug des 2. Pazifischen Geschwaders keine größeren Seestreitkräfte mehr im europäischen Raum zur Verfügung standen. Frankreich hätte also allein gegen die Royal Navy antreten müssen. Aus allen diesen Gründen war Frankreich an einer schnellen Beilegung der Krise interessiert und versuchte, die Briten zu besänftigen.
Dies gelang, da der britischen Regierung bewusst war, dass das Empire einem Krieg gegen Frankreich in Europa, Afrika und Indochina, sowie gegen Russland in Afghanistan (schwelender britisch-russischer Konflikt um die Vorherrschaft in Zentralasien, als „The Great Game“ bekannt) nicht gewachsen gewesen wäre. Deutschland hätte währenddessen in aller Ruhe seine Rüstung zur See vervollständigen können oder wäre in den Krieg eingetreten und hätte die britische Lage noch verschlimmert. In Europa hätte eine verbündete deutsch-französische Flotte die Royal Navy in Bedrängnis gebracht und in Afrika und Asien hätten sich zusätzliche Kriegsschauplätze gegen deutsche Schutztruppen und Geschwader ergeben. Der britische Außenminister Henry Petty-FitzMaurice, 5. Marquess of Lansdowne, bemühte sich daher um Schadensbegrenzung und wollte den Konflikt friedlich beilegen.

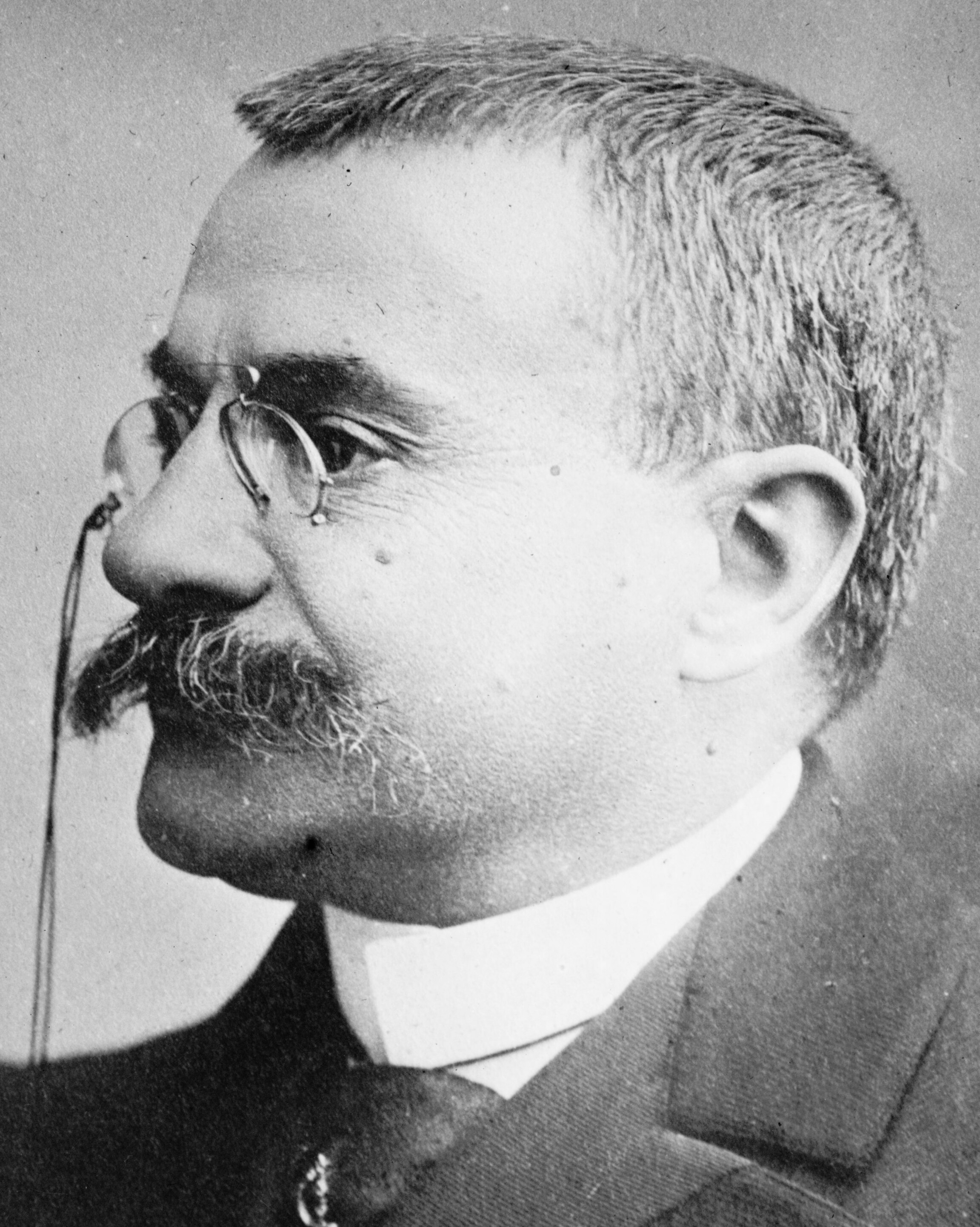
Théophile Delcassé

So konnte der französische Außenminister Théophile Delcassé die Briten zur Beilegung der Krise bewegen. Mit diesem Ergebnis wiederum war es ihm möglich, die laufenden Vorbesprechungen für Verhandlungen um ein deutsch-russisches Bündnis zu stoppen. Er verlangte, dass sich der Zar schnellstmöglich für den Fehltritt seines Admirals entschuldigen möge. Nur auf diesem Wege sei ein militärischer Konflikt noch zu verhindern. Die Russen wollten ebenfalls keinen Krieg mit Großbritannien: Der Krieg in Ostasien führte bereits zu Missmut unter der russischen Bevölkerung und hätte nun noch einen Konflikt um Afghanistan nach sich gezogen. Zudem wäre das Zweite Pazifische Geschwader verloren gewesen. Deswegen nahm der Zar die Vermittlung Frankreichs dankbar an. Reichskanzler Bernhard von Bülow sah hingegen in Delcassé einen Gegner und verstand es nicht, das russisch-französische Bündnis für seine Ziele zu nutzen. Da Russland gegen den Willen der deutschen Regierung auf einen Einbezug Frankreichs in das Vertragswerk bestand, scheiterten die deutsch-russischen Verhandlungen nach wenigen Wochen.
Zusätzliches Konfliktpotential erhielt die Krise durch die Bekohlung der russischen Flotte durch deutsche Frachtschiffe der Hamburg-Amerika-Linie (HAPAG). Die Kohlelieferungen wurden sowohl von Japan als auch Großbritannien als Bruch der deutschen Neutralität verstanden. Die deutsche Regierung versuchte sich dadurch aus der Affäre zu ziehen, dass die deutschen Kohlenschiffe von Russland aufgekauft werden sollten, um sie mit russischen Matrosen zu bemannen. Der Marinehauptstab in St. Petersburg wies dieses Ansinnen jedoch zurück und drang auf die weitere Erfüllung des Vertrages durch die deutschen Lieferanten. Während Deutschland zunehmend an Ansehen bei allen Beteiligten verlor, erreichte Delcassé eine Annäherung der Briten an Frankreich und Russland.
Für das Deutsche Reich ergaben sich daraus Konsequenzen, die sich fatal auswirken sollten: Die gemeinsame Beilegung der Doggerbank-Krise beschleunigte eine Verständigung zwischen den drei Großmächten, die 1907 in der Triple-Entente befestigt wurde. Das Deutsche Reich sah sich umzingelt, worin das Schlagwort der „Einkreisung Deutschlands“ seinen Ursprung hat. Die Isolierung Deutschlands führte zu Nervosität und Kopflosigkeit, die sich in den endlosen Diskussionen um die Vor- und Nachteile eines Bündnisses mit Russland oder den USA spiegeln. Gleichzeitig versuchte man, das Blatt noch zu wenden und Frankreich zu zwingen, ein deutsch-russisches Bündnis zu akzeptieren, indem man die Marokkokrise von 1905 forcierte. Dabei erlebte das Deutsche Reich nicht nur eine schwere diplomatische Niederlage, sondern ließ bei den anderen europäischen Mächten auch das Gefühl entstehen, Deutschland versuche sie gegeneinander auszuspielen und in den Krieg zu treiben. Eine Grundlage des kommenden Ersten Weltkrieges war damit gelegt (siehe auch Kriegsziele im Ersten Weltkrieg).
Die russisch-britischen Beziehungen normalisierten sich nach dem Urteilsspruch am 25. Februar 1905 in den nächsten Monaten schrittweise. 1907 trat Russland schließlich der Entente bei, die dadurch zum Dreierbündnis wurde.

## Nachgeschichte

### Ursachenforschung
Der russische Stabsoffizier an Bord von Roschestwenskis Flaggschiff, Kapitän 2. Ranges Wladimir Semjonow, versuchte später zu beweisen, dass sich tatsächlich japanische Torpedoboote auf der Doggerbank befunden haben müssen. Semjonow, der die Seeschlacht bei Tsushima überlebt hatte, war mit dem Admiral in japanische Kriegsgefangenschaft geraten. Er wurde von den Japanern in einem Militärlazarett in Sasebo untergebracht. Dort – so behauptet es Semjonow in seinem 1907 erstmals veröffentlichten Buch „Vergeltung“ (Расплата) – habe er ein Gespräch mit einem japanischen Offizier geführt, der ihm gegenüber gestand, zur Zeit des Doggerbank-Zwischenfalls mit seinem Schiff in der Nordsee gewesen zu sein. Auf die Frage, ob der Japaner am Zwischenfall beteiligt gewesen sei, hätte dieser ausweichend geantwortet. Semjonow wollte damit vermutlich die Äußerungen des Admirals Roschestwenskis belegen. Dieser behauptete bis an sein Lebensende, es müssten tatsächlich japanische Torpedoboote vor Ort gewesen sein.
Der britische Seekriegshistoriker Fred T. Jane verwies auf ein weiteres Faktum: Das Vorgehen war unter den gegebenen Voraussetzungen zumindest militärisch sinnvoll. In seinem 1906 erschienenen Werk „Heresies of Sea Power“ billigt er ausdrücklich die Vorgehensweise Admiral Roschestwenskis:

„Ob die Russen auf ihre eigenen Schiffe gefeuert haben oder nicht, ist vollkommen gleichgültig. Die Hauptsache bleibt, dass sie sich angegriffen fühlten und sofort Feuer eröffneten, ohne Rücksicht darauf zu nehmen, dass irgendjemand, der in der Nähe war, verletzt werden könnte. Dies war eine absolut einwandfreie Handlung vom seemännisch-militärischen Standpunkt aus. Feuern auf alles, was verdächtig ist, das ist die einzig mögliche Order für jede Flotte, die der Gefahr eines Torpedobootangriffes gegenüberzustehen glaubt. Abwarten, bis man Gewissheit hat, hieße, sich freiwillig der Vernichtung auszusetzen. Ebenso würde ein Admiral, der glaubt, dass er angegriffen worden ist, etwas Schlimmeres als einen Irrtum begehen, wenn er warten wollte, um etwaigen unschuldig Getroffenen Hilfe zu leisten.“

Erst 1935 wurde in einer russischen Marinezeitschrift eine Studie des Autors Nikolai Wassiljewitsch Nowikow (1909–1971) veröffentlicht, der detaillierte Hintergründe zu den Ursachen des Doggerbank-Zwischenfalls erforscht hatte. Laut Nowikow hatte das russische Marineministerium, aus Angst vor japanischen Angriffen auf das Geschwader während dessen langer Reise, einen Spion mit der Beschaffung von Informationen über geplante Aktionen der japanischen Marine beauftragt. Dazu war einem Mann namens Abram Gekkelman, einem unter dem Pseudonym Arkadi Michailowitsch Garting tätigen Auslandsagenten der zaristischen Ochrana mit zwielichtigem Ruf, ein Kredit in Höhe von 150.000 Rubel (nach anderen Quellen sogar bis zu 500.000 Rubel) bewilligt worden. Dieser ließ sich unter dem Decknamen Arnold in Kopenhagen nieder und baute von dort ein europaweites Netzwerk aus Spionen auf. Vermutlich um seine hohen Ausgaben zu rechtfertigen, berichtete Gekkelman ständig über verdächtige Schiffsbewegungen in der Nordsee. Diese kontinuierlich verbreiteten Falschmeldungen dürften erheblich zur Nervosität der russischen Marineführung und des Geschwaderchefs beigetragen haben.

### Das Fisherman’s Memorial

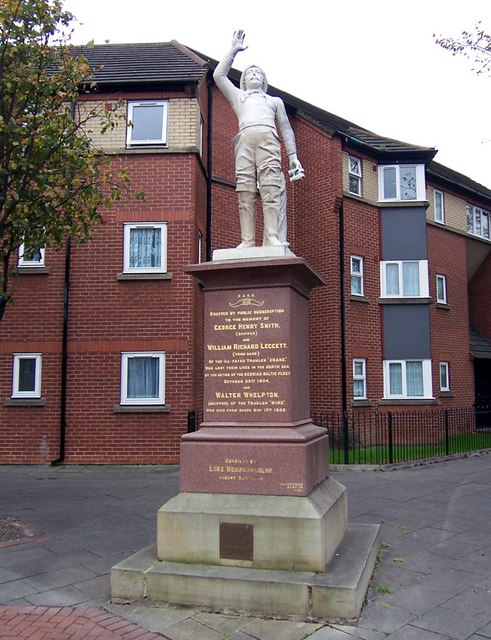
Fisherman’s Memorial

Im Jahre 1906 enthüllte man in Hull an der Ecke Boulevard und Hessle Road das „Fisherman’s Memorial“, das an den Tod der drei britischen Seeleute erinnert. Die ca. 5,40 m hohe Statue zeigt den getöteten Fischer George Henry Smith und trägt folgende Inschrift:

“Erected by public subscription to the memory of George Henry Smith (skipper) and William Richard Legget (third hand), of the ill-fated trawler CRANE, who lost their lives in the North Sea by the action of the Russian Baltic Fleet, October 22, 1904, and Walter Whelpton, skipper of the trawler MINO, who died through shock, May 1905.”

„Errichtet durch Spenden im Gedenken an George Henry Smith (Kapitän) und William Richard Legget (drittes Besatzungsmitglied) vom Trawler CRANE, die ihre Leben in der Nordsee durch die Handlungen der russischen Ostseeflotte am 22. Oktober 1904 verloren und Walter Whelpton, Kapitän des Trawlers MINO, der im Mai 1905 durch Schock starb.“